# PESA Baureihe 34WE
Die PESA-Baureihe 34WE ist ein zweiteiliger elektrischer Triebzug des Herstellers Pesa Bydgoszcz. Die Fahrzeuge wurden 2011 bis 2017 gebaut.
Vier Einheiten wurden in Polen bei Polregio in der Woiwodschaft Heiligkreuz und zwei Einheiten bei der Koleje Śląskie im Regionalverkehr eingesetzt. Die Fahrzeuge sind als Ersatz für verschiedene Altbautriebwagen der PKP vorgesehen und gehören zu einer zweiteiligen bis sechsteiligen Plattform des Herstellers.

## Geschichte
Im Jahr 2010 vereinbarte PESA mit Polregio für die Woiwodschaft Heiligkreuz die erste zweiteilige Version aus der aus mehreren Fahrzeugtypen bestehenden Plattform ELF. Der Name des Typs bedeutet Electric low Flor – deutsch wörtlich: elektrisch Niederflur. Die Fahrzeuge werden durch vier Drehstrom-Asynchronmotoren angetrieben und bestehen aus zwei Triebköpfen.
Das erste Fahrzeug wurde 2011 ausgeliefert und in Kielce der Öffentlichkeit vorgestellt. Diesem folgten drei weitere Triebzüge.
Im Jahr 2017 wurde mit der Koleje Śląskie eine Lieferung dieses Typs vereinbart, die für den Betrieb um Tychy vorgesehen waren. Die Lieferung zog sich bis 2020 hin. Die Fahrzeuge von Polregio sind teilweise noch als PKP EN96 beschriftet

## Konstruktion
Die Produktfamilie orientiert sich an vorhandene Konstruktionen wie dem Siemens Desiro, Alstom Coradia Continental oder Bombardier Talent 2. Merkmal ist die Verwendung als niederfluriges Fahrzeug bei S-Bahnen bis hin zum Schnellzug mit der entsprechenden Anzahl von Mittelwagen. Sie wurden zusammen mit dem PESA 219M von dem Designteam Bartosz Piotrowski und Arkadiusz Sobkowiak entworfen. Die Fahrzeuge werden auch für die Spurweite von 1520 mm angeboten. Die Triebköpfe sind mit einem Jakobs-Drehgestell verbunden. Sie besitzen eine Scharfenbergkupplung.
Die Triebdrehgestelle werden durch Drehstrom-Asynchronmotoren über durch IGBT gesteuerte Umrichter angetrieben. Die Traktionsausrüstung ist auf dem Dach der Triebfahrzeuge untergebracht. Das zweistufigem Federsystem besteht aus der primären Federung mit Schraubenfedern, die sekundäre Federung ist eine Luftfederung. Die Fahrzeuge entsprechen der europäischen Norm für passive Sicherheit.
Die Wagenkästen sind in Spantenbauart ausgeführt, die Profile wurden aus höherfestem und korrosionsträgem Material hergestellt. Alle Türen befinden sich im Niederflurbereich und sind mit Schiebetritten zur Spaltüberbrückung an Bahnsteigen mit niedriger Einstiegshöhe von 550 mm ausgerüstet. In den Niederflur- und Hochflurbereichen sind Quersitze in der Anordnung 2+2 angebracht. Die Triebzüge sind mit Videoeinrichtung ausgerüstet und besitzen ein umfangreiches Fahrgastinformationssystem.

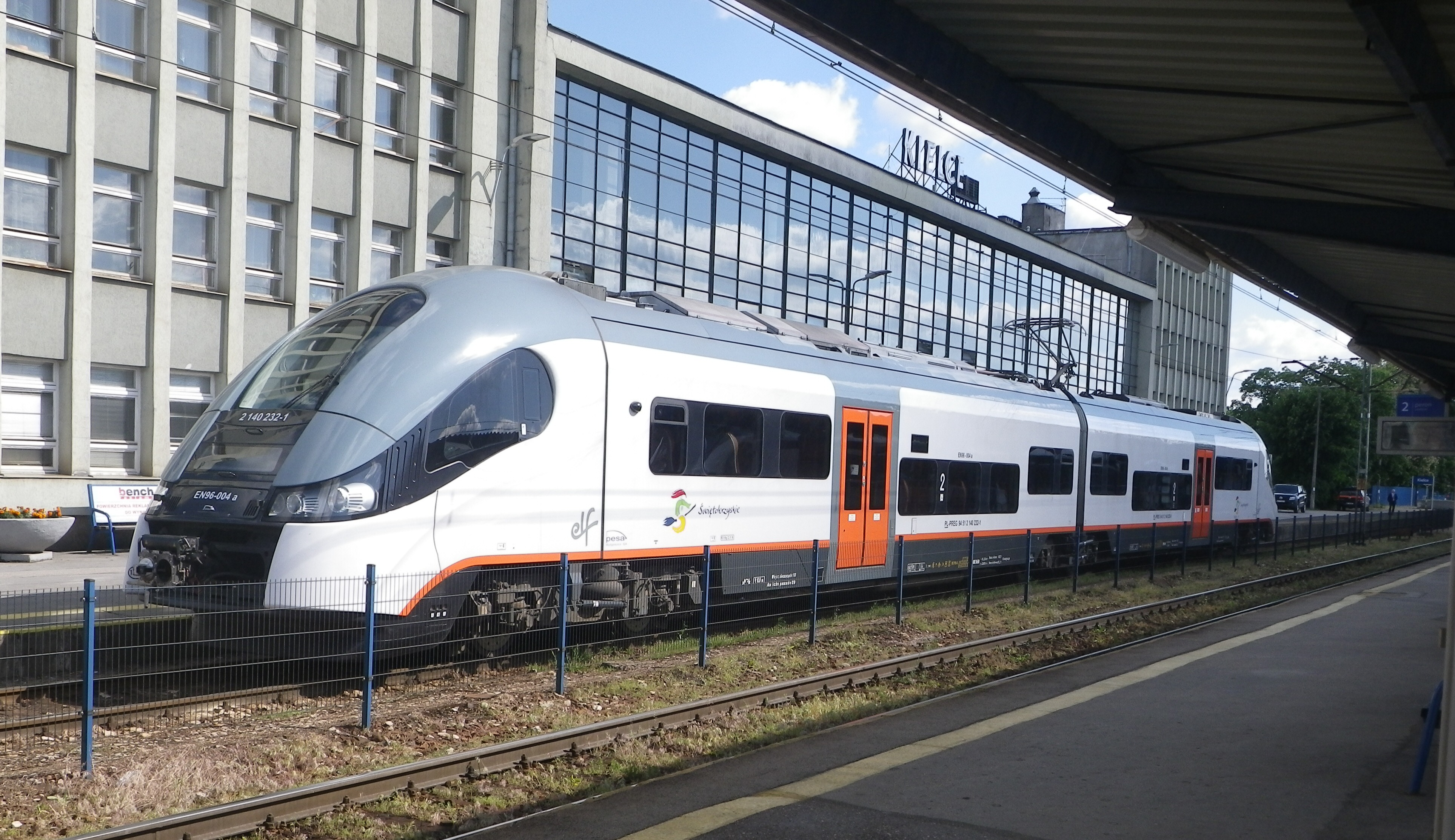
Foto des EN96-004 (Polregio) in Kielce (2012)
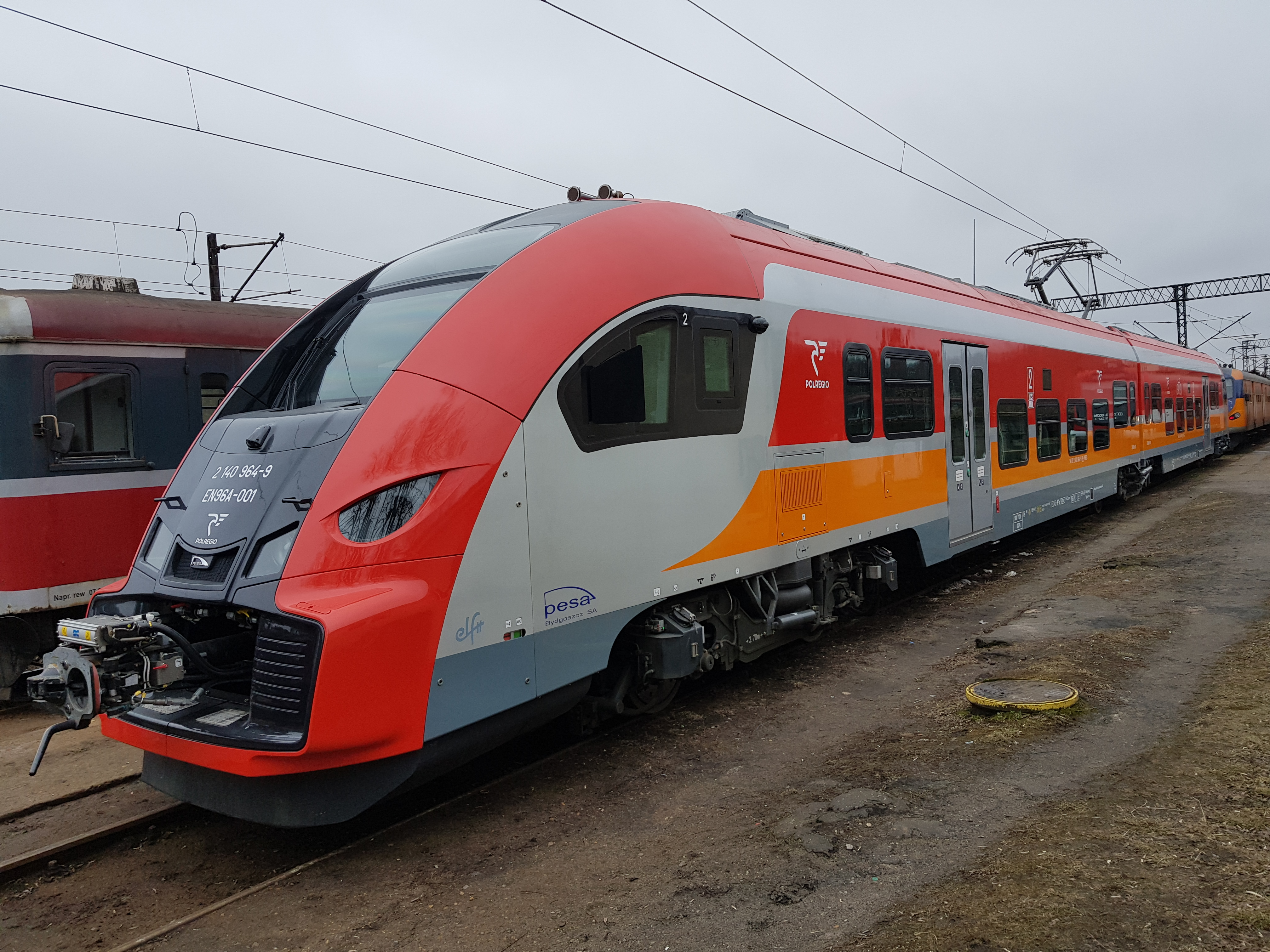
Foto des EN96-001 von Polregio in neuzeitlicher Lackierung (2018)
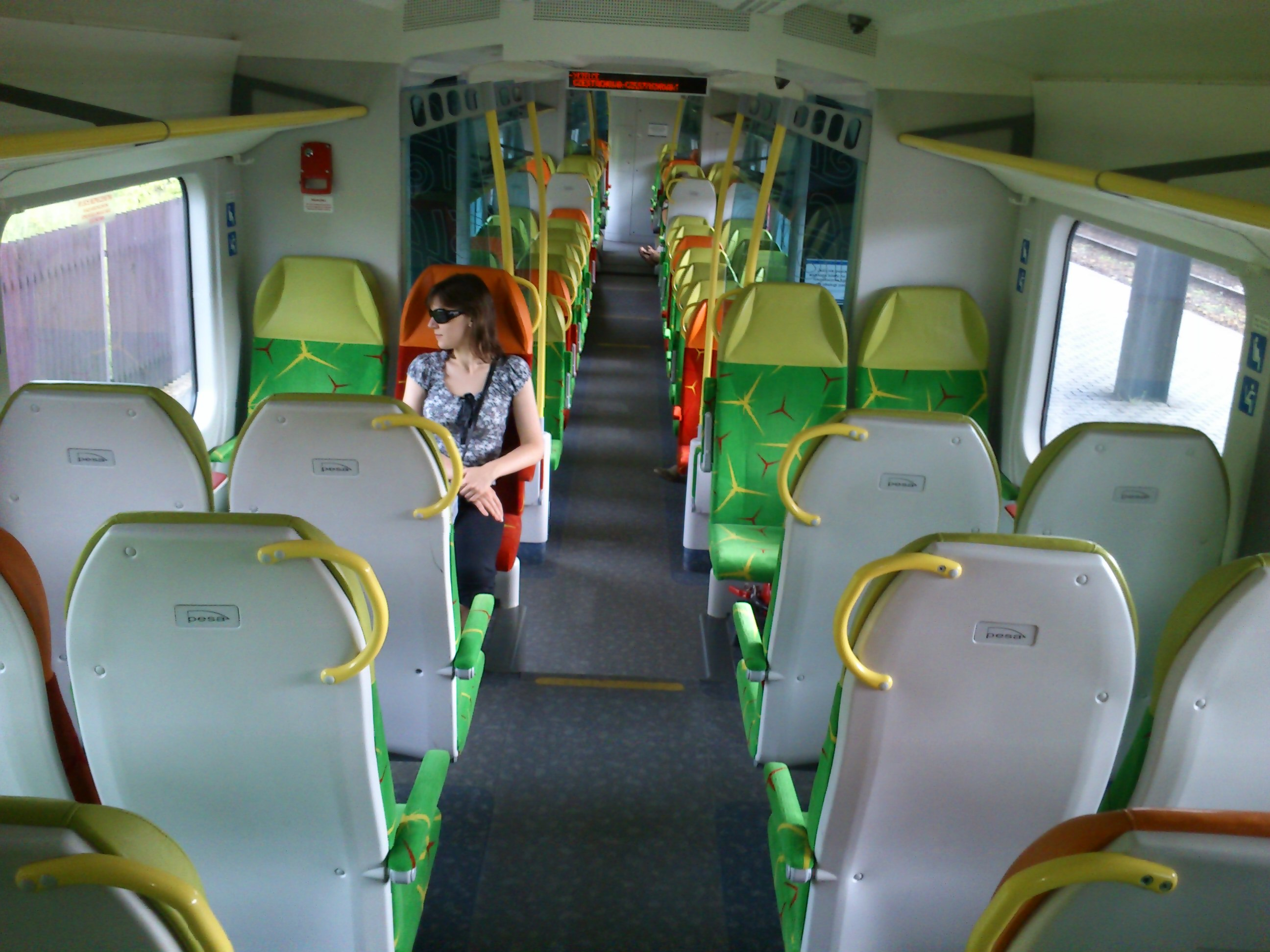
Innenraum eines Fahrzeuges von Polregio (2012)
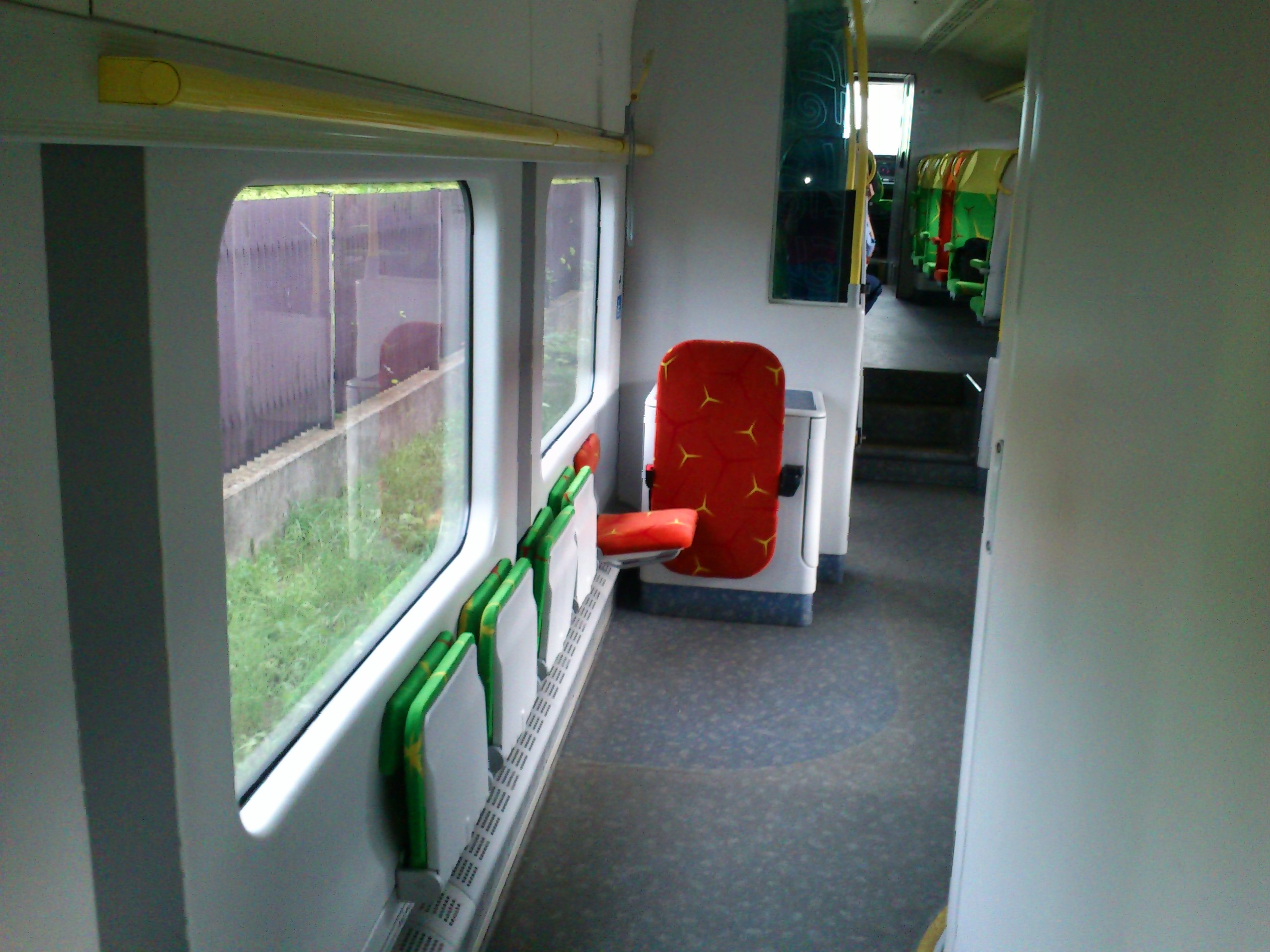
Innenraum mit Toilettenanlage eines Fahrzeuges von Polregio (2012)